# Arrondissement de Simmern (1816-1969)

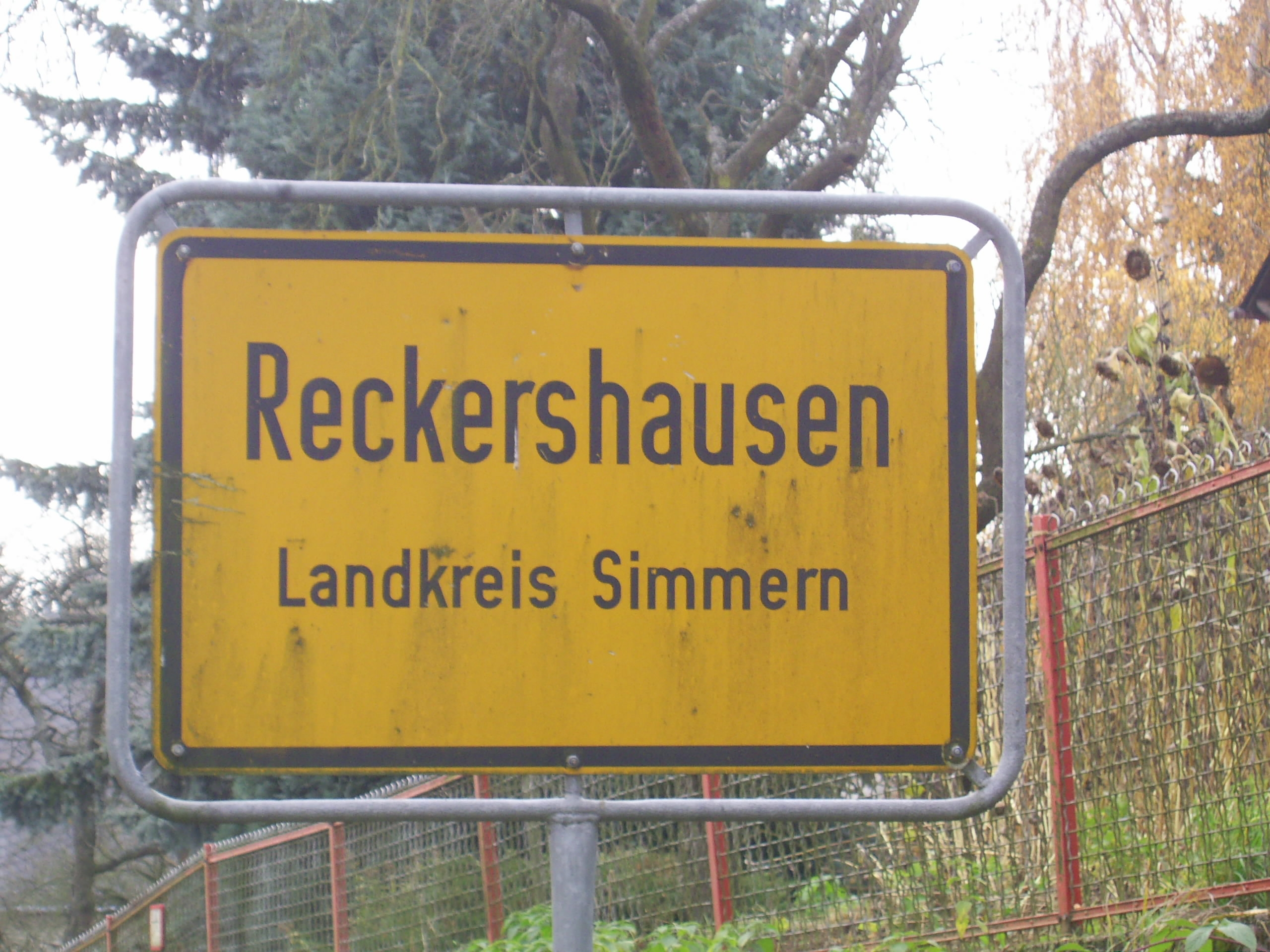
A Reckershausen, en 2008, il y avait encore une référence à l'arrondissement de Simmern

Ne doit pas être confondu avec Arrondissement de Simmern.
L'arrondissement de Simmern est une unité administrative créée en 1816 par le royaume de Prusse, située dans l'actuelle Rhénanie-Palatinat. Sur le plan administratif, de 1816 à 1945, il fait partie du district prussien de Coblence dans la province de Rhénanie, formé en 1822 et de 1946 à 1969, de l'État de Rhénanie-Palatinat. Dans le cadre de la réforme territoriale de Rhénanie-Palatinat entamée au milieu des années 1960, l'arrondissement de Simmern est dissous en 1969. Les villes de Simmern et Kirchberg, qui appartiennent à l'arrondissement, ainsi que 100 communes locales sont affectées au nouveau arrondissement de Rhin-Hunsrück.

## Géographie
Au début de 1969, l'arrondissement est limité au nord dans le sens des aiguilles d'une montre, en commençant par les arrondissements de Saint-Goar (de), Kreuznach, Bernkastel, Zell et Cochem.

## Histoire

### Origine
Après que le royaume de Prusse se voit attribuer la Rhénanie et avec elle une partie de la rive gauche du Rhin qui est sous souveraineté française de 1794 à 1814 lors du Congrès de Vienne en 1815, six districts sont créées dans les deux provinces rhénanes. provinces le 22 avril 1816. Les trois districts d'Aix-la-Chapelle, Trèves et Coblence sont regroupés pour former le grand-duché du Bas-Rhin et Coblence est désignée comme siège du haut président. Le 14 mai 1816, la division du district en 16 arrondissements est publiée au Journal officiel du gouvernement royal de Coblence, dont l'arrondissement de Simmern. La nouvelle autorité doit entrer en vigueur le 20 mai 1816. Rien ne change pour l'arrondissement de Simmern à la suite de l'unification des deux provinces rhénanes sous un seul président (1822).
Si l'on se réfère aux rapports de propriété d'avant 1794, l'arrondissement comprend la majeure partie de la principauté de Simmern, une partie des comtés antérieur et ultérieur de Sponheim et la ville de chevalerie impériale de Gemünd. Sous l'administration française de 1798 à 1814, le territoire est principalement répartie entre les cantons de Simmern (de), Kastellaun et Kirchberg dans l'arrondissement de Simmern dans le département Rhin-Moselle.
L'arrondissement de Simmern comprend trois villes (Simmern, Kirchberg et Castellaun), un bourg (Gemünden), 100 villages, sept hameaux et 14 fermes. Les statistiques prussiennes de 1828 comprennnt 17 églises catholiques, 17 chapelles, 33 églises protestantes, 9 églises simultanées, et 234 édifices publics, 47 écoles catholiques, 68 écoles protestantes. Les juges de paix sont à Simmern, Kirchberg et Castellaun
Après la Seconde Guerre mondiale, l'arrondissement de Simmern est intégré en 1946 au nouvel État de Rhénanie-Palatinat. Dans le cadre de la réforme régionale et administrative entamée au milieu des années 1960, l'arrondissement de Simmern est dissous sous la direction du dernier administrateur Rudolf Rumetsch (de) sur la base de la troisième loi d'État sur la simplification administrative de l'État de Rhénanie-Palatinat du 12 novembre 1968 avec effet au 7 juin 1969 À partir de là, avec des parties des arrondissements également dissous de Saint-Goar, Zell et Bernkastel, l'arrondissement de Rhin-Hunsrück est nouvellement formé.

## Évolution de la démographie
| Année | Habitants | Source |
| ----- | --------- | ------ |
| 1816  | 27 563    | [ 5 ]  |
| 1838  | 35 734    | [ 6 ]  |
| 1871  | 35 621    | [ 7 ]  |
| 1885  | 35 601    | [ 7 ]  |
| 1900  | 35 240    | [ 8 ]  |
| 1910  | 36 156    | [ 8 ]  |
| 1925  | 36 970    | [ 8 ]  |
| 1939  | 36 363    | [ 8 ]  |
| 1950  | 40 882    | [ 8 ]  |
| 1960  | 40 300    | [ 8 ]  |
| 1968  | 43 166    |        |

## Administrateurs de l'arrondissement
| 1816–183900Christian Ludwig Schmidt (de)   |
| 1840–184400Eduard von Möller               |
| 1844–185200Alexander von Arnim (de)        |
| 1852–000000Heinrich Joseph Kampers (de)    |
| 1852–185400Adolf Ernst von Ernsthausen     |
| 1854–186700Friedrich Hardt (de)            |
| 1867–187200Otto Back                       |
| 1872–187500Walther Jentzsch (de)           |
| 1875–189400Alexander Wenderhold (de)       |
| 1894–190500Gustav Adolf von Beckerath (de) |
| 1905–191400Paul Brandt (de)                |
| 1914–192100Otto Böhme (de)                 |
| 1921–193100Wilhelm Josten (de)             |
| 1931–193600Justus Weihe (de)               |
| 1936–000000Friedrich von Balluseck (de)    |
| 1937–193800Walter Tietje (de)              |
| 1938–194000Konrad Noell (de)               |
| 1940–194500Friedrich Ludwig Wagner (de)    |
| 1945–194600Lutwin Jülich (de)              |
| 1946–194700Hans Rinsch (de)                |
| 1947–194900Kurt Goebel (de)                |
| 1949–195000Hans Rinsch (de)                |
| 1950–195900Adolf Güngerich (de)            |
| 1959–196800Rudolf Rumetsch (de)            |

## Villes et communes
En 1969, deux villes appartiennent à l'arrondissement de Simmern :
- Ville de Simmern/Hunsrück
- Ville de Kirchberg

et 100 communes locales :
- Alterkülz
- Altweidelbach
- Argenthal
- Belgweiler
- Bell
- Beltheim
- Benzweiler
- Bergenhausen
- Biebern
- Bruschied
- Bubach
- Buch
- Budenbach
- Dichtelbach
- Dickenschied
- Dill
- Dillendorf
- Dorweiler
- Ebschied
- Ellern
- Erbach
- Frankweiler
- Fronhofen
- Gehlweiler
- Gemünden
- Gödenroth
- Hasselbach
- Hecken
- Heinzenbach
- Henau
- Heyweiler
- Hollnich
- Holzbach
- Horn
- Hundheim
- Kappel
- Kastellaun
- Keidelheim
- Kellenbach
- Kisselbach
- Kleinweidelbach
- Klosterkumbd
- Kludenbach
- Königsau
- Korweiler
- Krastel
- Külz
- Kümbdchen
- Laubach
- Laufersweiler
- Leideneck
- Liebshausen
- Maitzborn
- Mannebach
- Mengerschied
- Metzenhausen
- Michelbach
- Mörschbach
- Mörz
- Mutterschied
- Nannhausen
- Neuerkirch
- Nickweiler
- Nieder Kostenz
- Niederkumbd
- Ober Kostenz
- Ohlweiler
- Oppertshausen
- Pleizenhausen
- Ravengiersburg
- Rayerschied
- Reckershausen
- Reich
- Rheinböllen
- Riegenroth
- Riesweiler
- Rödern
- Rohrbach
- Roth
- Sabershausen
- Sargenroth
- Schlierschied
- Schneppenbach
- Schnorbach
- Schönborn
- Schwarzen
- Schwarzerden
- Sevenich
- Sohrschied
- Spesenroth
- Steinbach
- Tiefenbach
- Todenroth
- Uhler
- Unzenberg
- Völkenroth
- Wahlbach
- Wohnroth
- Womrath
- Wüschheim

Durant l'existence de l'arrondissement, plusieurs communes perdent leur indépendance :
- La commune de Denzen est incorporée à la ville de Kirchberg en 1928.
- Les communes de Kisselbach de ce côté et de Kisselbach de l'autre côté sont fusionnées le 1er avril 1939 pour former la commune de Kisselbach .
- Les communes de Neuerkirch d'un côté et de Neuerkirch de l'autre sont fusionnées le 1er avril 1939 pour former la communauté de Neuerkirch .
- La commune de Panzweiler est incorporée à Gemünden le 1er avril 1939.

## Personnalités liées à la ville
- Otto Back (1834-1917), homme politique né à Kirchberg.